# Miss Bolivia 2008
La 29º edición del certamen Miss Bolivia, correspondiente al año 2008 se celebró en el Salón Sirionó de la Fexpo en la ciudad de Santa Cruz de la Sierra, el 18 de julio de 2008. Concursantes de los nueve departamentos bolivianos compitieron por este título de belleza. Al finalizar la velada, la Miss Bolivia 2007, Katherine David, entregó la corona a su sucesora Dominique Peltier.
- Las tres ganadoras tuvieron la oportunidad de representar al País de Bolivia en los certámenes de belleza más importantes a nivel Mundial como ser Miss Universo, Miss Mundo, Miss Internacional, además de otros premios.
- La Miss Bolivia Universo recibo el equivalente de 26.700,00 Dólares, Miss Bolivia Mundo 24.700.00 Dólares y Miss Bolivia Internacional 24.600,00 Dólares. Todas ellas contaran con un boleto aéreo hasta la sede de los concursos otorgados por Promociones Gloria más el respectivo seguro Assist Card. Fueron aerohuéspedes por un año en Aerosur, tuvieron una beca de estudios profesionales en la Utepsa, se llevaron una tiara de bolivianita hecha por Joyería Anahí, además de Otras Joyas, curso de inglés, Gimnasio Reyes y atención dental en la clínica dental  Orest, Tigo le regaló un celular con tarjetas de consumo, productos de belleza, cosméticos de Yanbal y el arreglo personal en la casa de belleza en las presentaciones que realicen durante  el año de reinado.

## Resultados Finales
| Resultado Final                   | Departamento       | Candidata                      |
| --------------------------------- | ------------------ | ------------------------------ |
| Miss Bolivia Universo             | - Miss Cochabamba  | Dominique Peltier De Liota     |
| Miss Bolivia Mundo                | - Miss Beni        | Jackelin Arias Kippes          |
| Miss Bolivia Internacional        | - Miss Tarija      | Laura Denisse Olivera Rivarola |
| Miss Bolivia Tierra               | - Srta. Cochabamba | Paula Andrea Peñarrieta Chaga  |
| Miss Bolivia Continente Americano | - Miss Litoral     | Nicole Áñez Terrazas           |
| 1º Finalista                      | - Miss Santa Cruz  | Susana Vaca Peña               |
| 2º Finalista                      | - Miss La Paz      | Carolina Urquiola              |
| 3º Finalista                      | - Miss Chuquisaca  | Patricia Núñez                 |

## Jurado Calificador
- Marcia Calabi – Comunicadora Social
- Alan  Reydet – Comunicador Audiovisual
- Silivia Cornejo – Miss Turism Queen International 2008
- Priscila Perales – Miss Internacional 2007
- Jessica Jordan – Srta Beni 2006, Miss Bolivia 2006 y  Reina Internacional del Café 2008
- Juan Claudio  Lechín Weisse – Economista y Escritor.

## Títulos Previos
| Título             | Departamento     | Candidata                      |
| ------------------ | ---------------- | ------------------------------ |
| Miss Elegancia     | Miss Cochabamba  | Dominique Peltier De Liota     |
| Miss Silueta       | Miss Santa Cruz  | Susana Vaca Peña               |
| Miss Fotogénica    | Miss Potosí      | Estephanie Barrón              |
| Miss Simpatía      | Miss Chuquisaca  | Patricia Núñez                 |
| Miss Talento       | Srta. Santa Cruz | Vivian Vaca Vilasboas          |
| Mejor Cabellera    | Miss La Paz      | Carolina Urquiola              |
| Mejor Rostro       | Miss Tarija      | Laura Denisse Olivera Rivarola |
| Mejor Sonrisa      | Miss Beni        | Jackelin Arias Kippes          |
| Mejor Traje Típico | Srta. Chuquisaca | Colette Gallo                  |
| Chica AeroSur      | Srta. Cochabamba | Paula Andrea Peñarrieta Chaga  |

## Candidatas
| Candidata        | Nombre                                | Edad    | Altura      |
| ---------------- | ------------------------------------- | ------- | ----------- |
| Miss Andalucía   | Ana Lourdes Blacutt                   | 20 años | 1.75 metros |
| Miss Beni        | Jackelin Estela Arias Kippes          | 18 años | 1.77 metros |
| Srta Beni        | Nardy Sosa Huanta                     | 18 años | 1.69 metros |
| Miss Cochabamba  | Rosa Dominique Noemí Peltier de Liota | 21 años | 1.80 metros |
| Srta Cochabamba  | Paula Andrea Peñarrieta Chaga         | 19 años | 1.78 metros |
| Miss Chuquisaca  | Patricia Mirna Nuñez Moldes           | 22 años | 1.74 metros |
| Srta. Chuquisaca | Colette Gallo Curzo                   | 20 años | 1.68 metros |
| Miss La Paz      | Carolina Urquiola Pallesca            | 23 años | 1.76 metros |
| Srta. La Paz     | Kelly Garcia Mariño                   | 19 años | 1.78 metros |
| Miss Litoral     | Nicole Áñez Terrazas                  | 19 años | 1.75 metros |
| Srta. Litoral    | Johanna Vargas Quispe                 | 24 años | 1.73 metros |
| Miss Oruro       | Alejandra Acebey Diaz                 | 28 años | 1.68 metros |
| Srta. Oruro      | Carolina Revilla Hinojosa             | 21 años | 1.73 metros |
| Miss Potosí      | Estephanie Barrón Valdivieso          | 19 años | 1.70 metros |
| Srta Potosí      | Karina Fernández Ruiz                 | 20 años | 1.65 metros |
| Miss Santa Cruz  | Susana Vaca Peña                      | 18 años | 1.78 metros |
| Srta. Santa Cruz | Vivian Vaca Vilasboas                 | 21 años | 1.74 metros |
| Miss Tarija      | Laura Denisse Olivera Rivarola        | 17 años | 1.75 metros |
| Srta. Tarija     | Sonia Carmen Cordero Valero           | 20 años | 1.72 metros |
| Miss Valle       | Viviana Pacheco Benítez               | 23 años | 1.75 metros |

Paula Andrea Peñarrieta Chaga – Miss continentes Americano 2010 y miss internacional 2008
| Predecesor: Miss Bolivia 2007 Jessica Jordan | Miss Bolivia 2008 18 de julio de 2008 | Sucesor: Miss Bolivia 2009 Claudia Arce Lemaitre |

- Datos: Q6876242